# ثيودور بي جيلمان
ثيودور بي جيلمان (بالإنجليزية: Theodore P. Gilman)‏ هو مصرفي أمريكي، ولد في 2 يناير 1841 في ألتون في الولايات المتحدة، وتوفي في 9 أغسطس 1930.